# Уміт Акдаг
Уміт Акдаг (рум. Ümit Akdağ, нар. 6 жовтня 2003, Бухарест, Румунія) — румунський футболіст турецького походження, центральний захисник турецького клубу «Аланіяспор».

## Ігрова кар'єра

### Клубна
На молодіжному рівні Уміт Акдаг грав у румунському «Стяуа» та англійському «Челсі». У 2017 році він перейшов до турецького клубу «Аланіяспор». 3 червня 2023 року у матчі чемпіонату Туреччини проти «Трабзонспора» акдаг дебютував на професійному рівні.
Сезон 2023/24 футболіст провів в оренді в клубі Першої ліги «Гезтепе». Разом з клубом посів друге місце в турнірі і виборов підвищення до Суперліги. Наступний сезон Акдаг також грав в оренді - в складі французької «Тулузи». Влітку 2025 року захисник повернувся до «Аланіяспор».

### Збірна
В червні 2025 року в складі молодіжної збірної Румунії Уміт Акдаг брав участь у молодіжному чемпіонаті Європи в Словаччині. У грі проти команди Словаччини Акдаг відмітився забитим голом.